# Sunflower Bean
Sunflower Bean je americká rocková hudební skupina ze státu New York. Jejími členy jsou Julia Cumming (zpěv, baskytara), Nick Kivlen (kytara) a Jacob Faber (bicí). Své první album s názvem Human Ceremony kapela vydala roku 2016. O dva roky později následovala deska Twentytwo in Blue, přičemž obě tato alba produkoval Matthew Molnar. Kapela rovněž vydala několik EP, přičemž to z roku 2019, které se jmenuje King of the Dudes, produkoval Justin Raisen a kapela jej nahrála v Los Angeles.

## Diskografie
- Human Ceremony (2016)
- Twentytwo in Blue (2018)
- Headful of Sugar (2022)